# エンリコ・チェルヌスキ
エンリコ・チェルヌスキ(イタリア語: Enrico Cernuschi、1821年2月19日 - 1896年5月11日)は、イタリアのイタリア統一運動時代の政治家、歴史家、愛国者およびフランスで活躍した銀行家、経済学者である。エンリーコ・チェルヌスキとも。

## 生涯
エンリコ・チェルヌスキはミラノの裕福な家に生まれ、ミラノ大学で科学を学んだ後、1842年にパヴィア大学で法学の博士号を取得した。しかし法律関係の職に就く事はなく、イタリア統一を目指す愛国者・革命家としての活動を始めた。思想は連邦共和国を目指すカルロ・カッターネオの影響を強く受け、サルデーニャ王国の拡大主義や国家体制より統一と独立を優先するジュゼッペ・マッツィーニとは対立した。また軍人のジュゼッペ・ガリバルディの支持者でもあった。
1848年には、煙草の不買運動から始まったオーストリア帝国の支配に対抗する民衆反乱「ミラノの5日間」に参加。カルロ・カッターネオやジュリオ・テルツァギなどとともにチェルヌスキは戦争評議会を設立し、民衆反乱を組織的な抵抗に変えオーストリア帝国軍と戦うなど、主導的な役割を果たす。また、その後成立したロンバルディア臨時政府では多くがサルデーニャ王国との合併を望む中、サルデーニャ王国の拡大主義を否定した。しかしオーストリア帝国軍の攻撃によってロンバルディア臨時政府は崩壊すると、ジェノヴァやフィレンツェを経由しつつ最終的にはマッツィーニやガリバルディなどが集結するローマに赴き、翌1849年に成立したローマ共和国の議員となった。ローマ共和国崩壊後、チェルヌスキは1850年には逮捕されローマのサンタンジェロ城に短期間拘留される。二度の裁判を受け無罪判決を受けたが、ジュゼッペ・フェッラーリなどとともにフランスに亡命する。
亡命先のフランスではパリに居住し、19世紀では最も重要な金融機関の一つであった銀行クレディ・モビリエに1852年から勤め、数年後には取締役会のメンバーになるなど銀行家としての成功を収めた。また、フランス第二帝政を批判し、共和制国家の樹立をフランスでも訴えた。そのためフランスを離れる事を余儀なくされスイスに渡り、帝政が倒されフランス第三共和制が成立するとパリに戻る事を許されるが、極東を旅行した。旅行後チェルヌスキがパリに戻った時、彼は絹や磁器、書物などで構成される東洋のコレクションを所有していた。そのコレクションは現在、パリにあるセヌルスキ美術館で展示されている。
1896年、チェルヌスキはイタリアとの国境に近いフランスのマントンで亡くなり、パリのペール・ラシェーズ墓地に埋葬された。

## ギャラリー

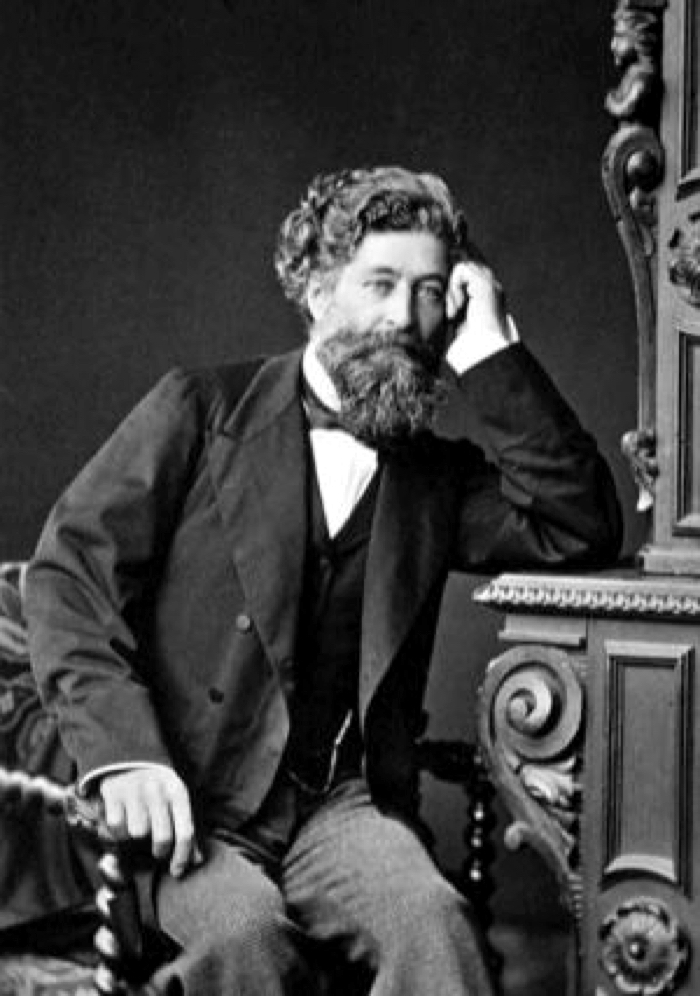
晩年のチェルヌスキの写真
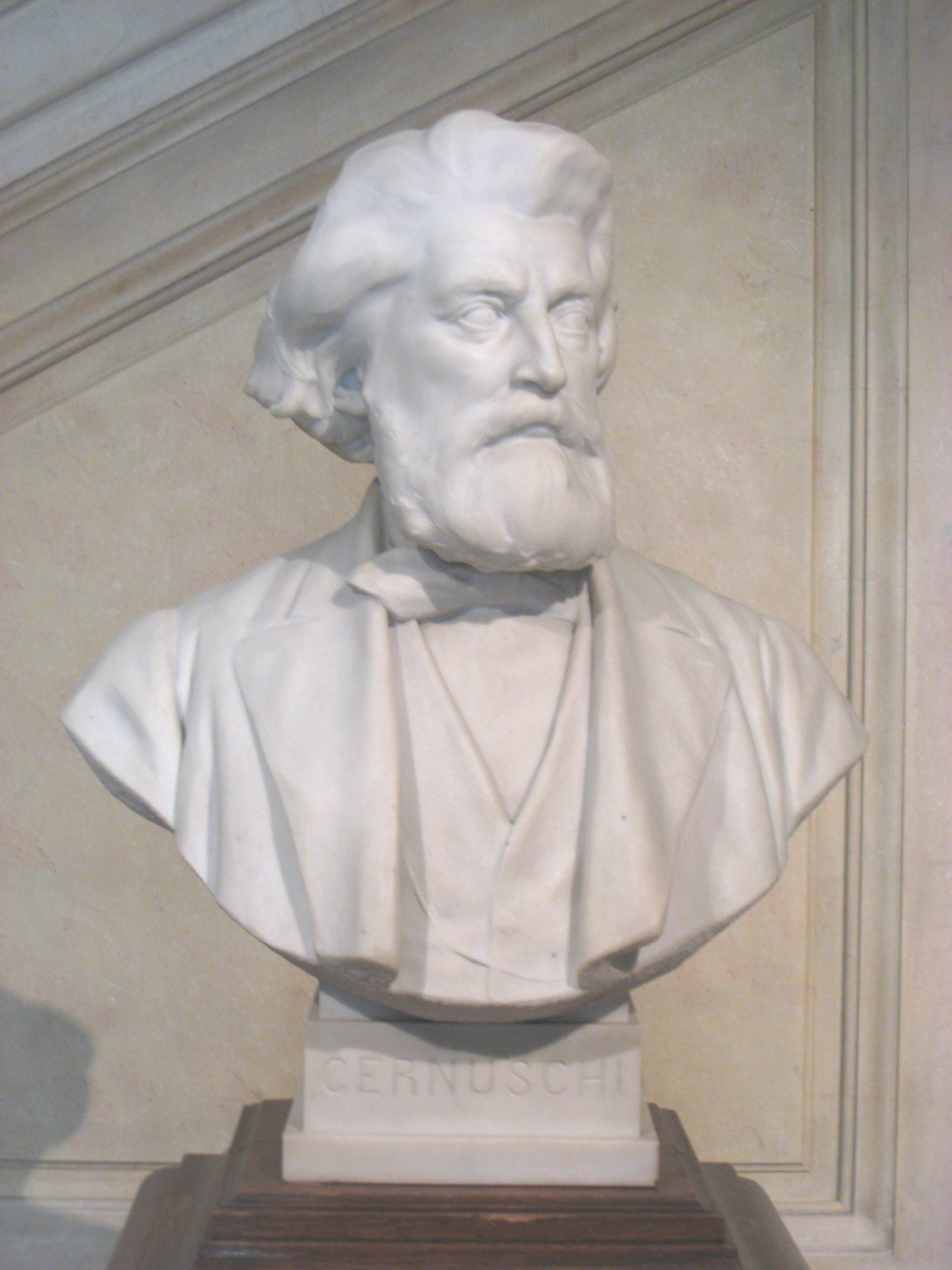
チェルヌスキの胸像
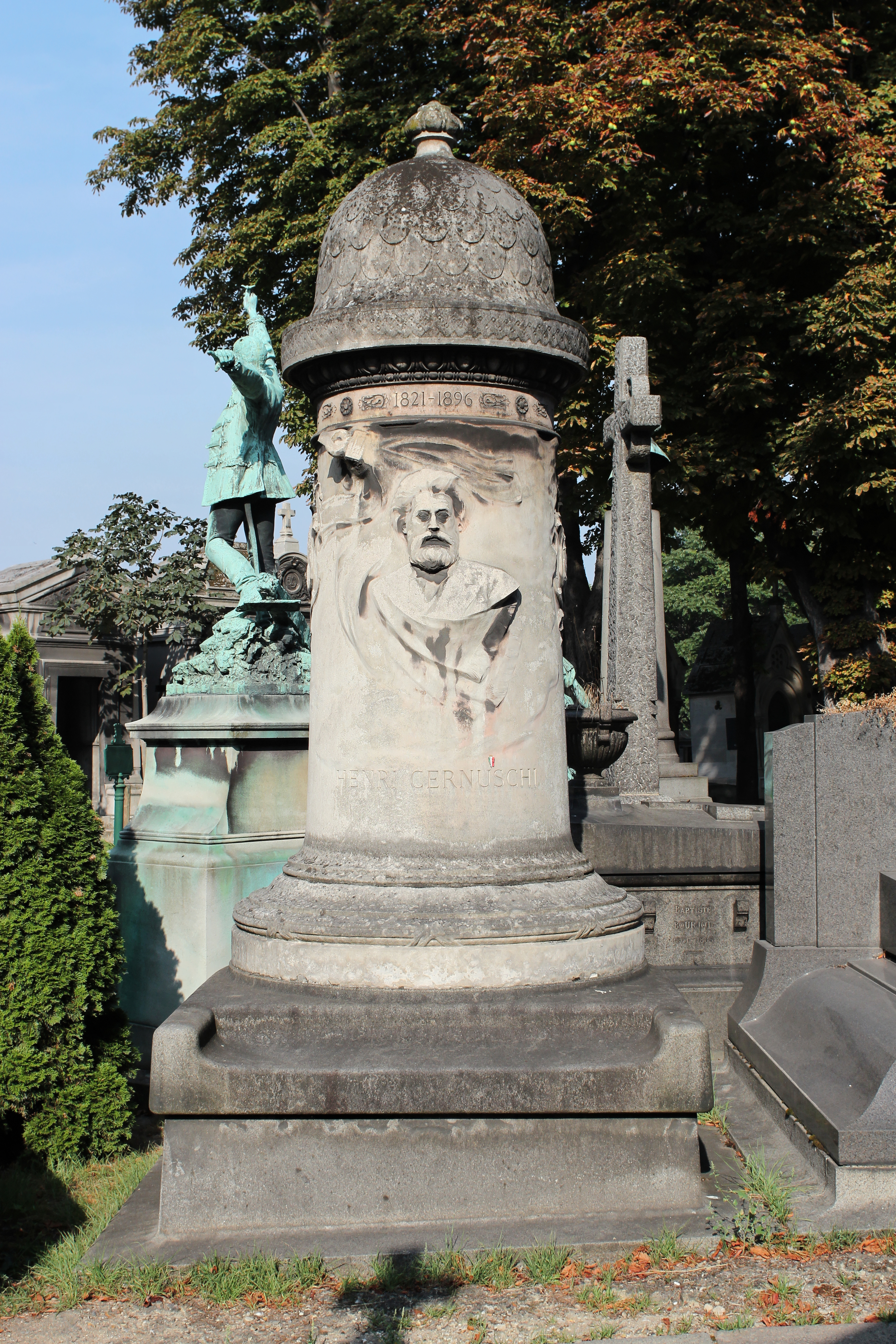
ペール・ラシェーズ墓地のチェルヌスキの墓
チェルヌスキ美術館（イタリア語版）のロゴマーク
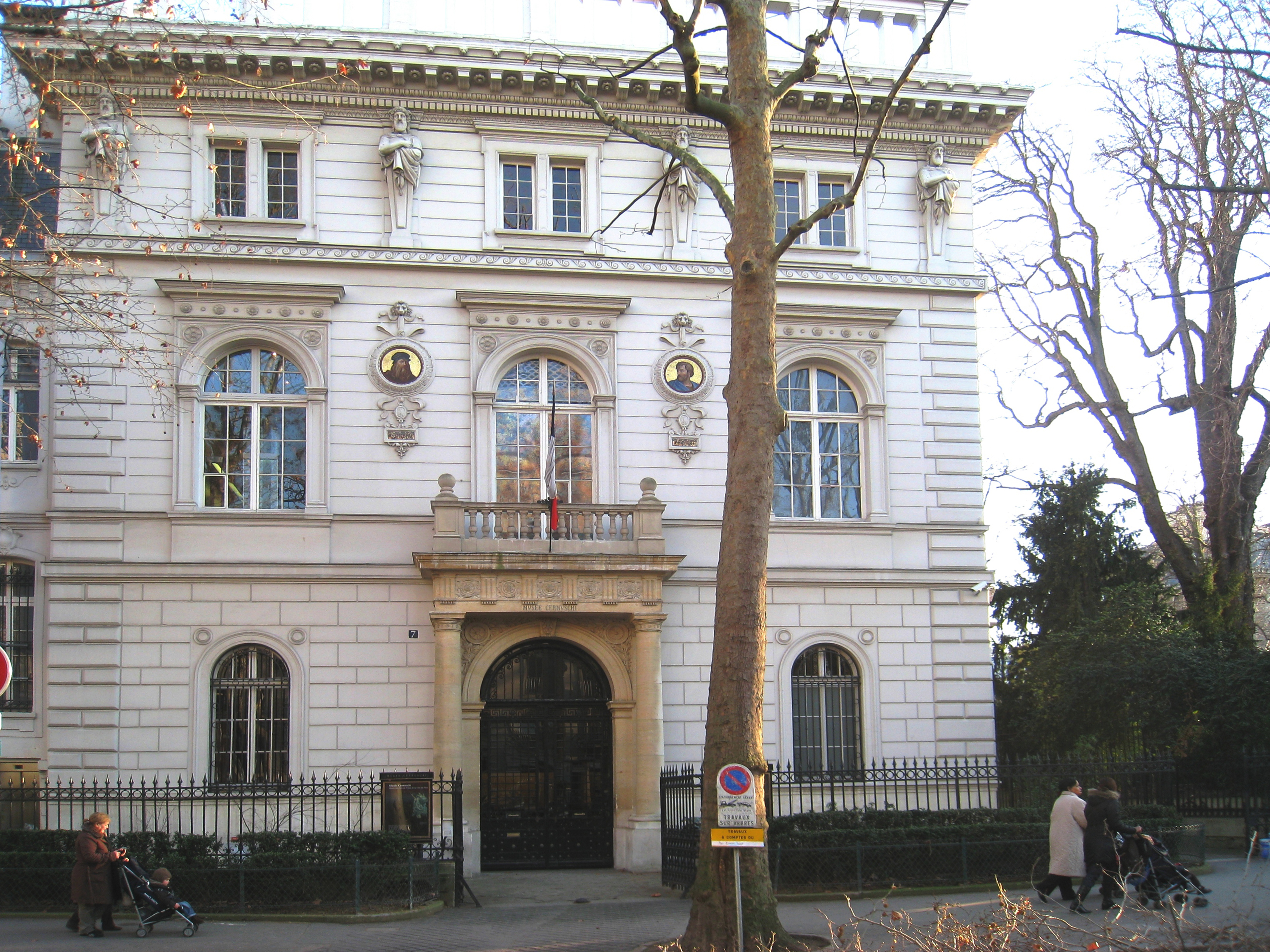
チェルヌスキ美術館（イタリア語版）の外観
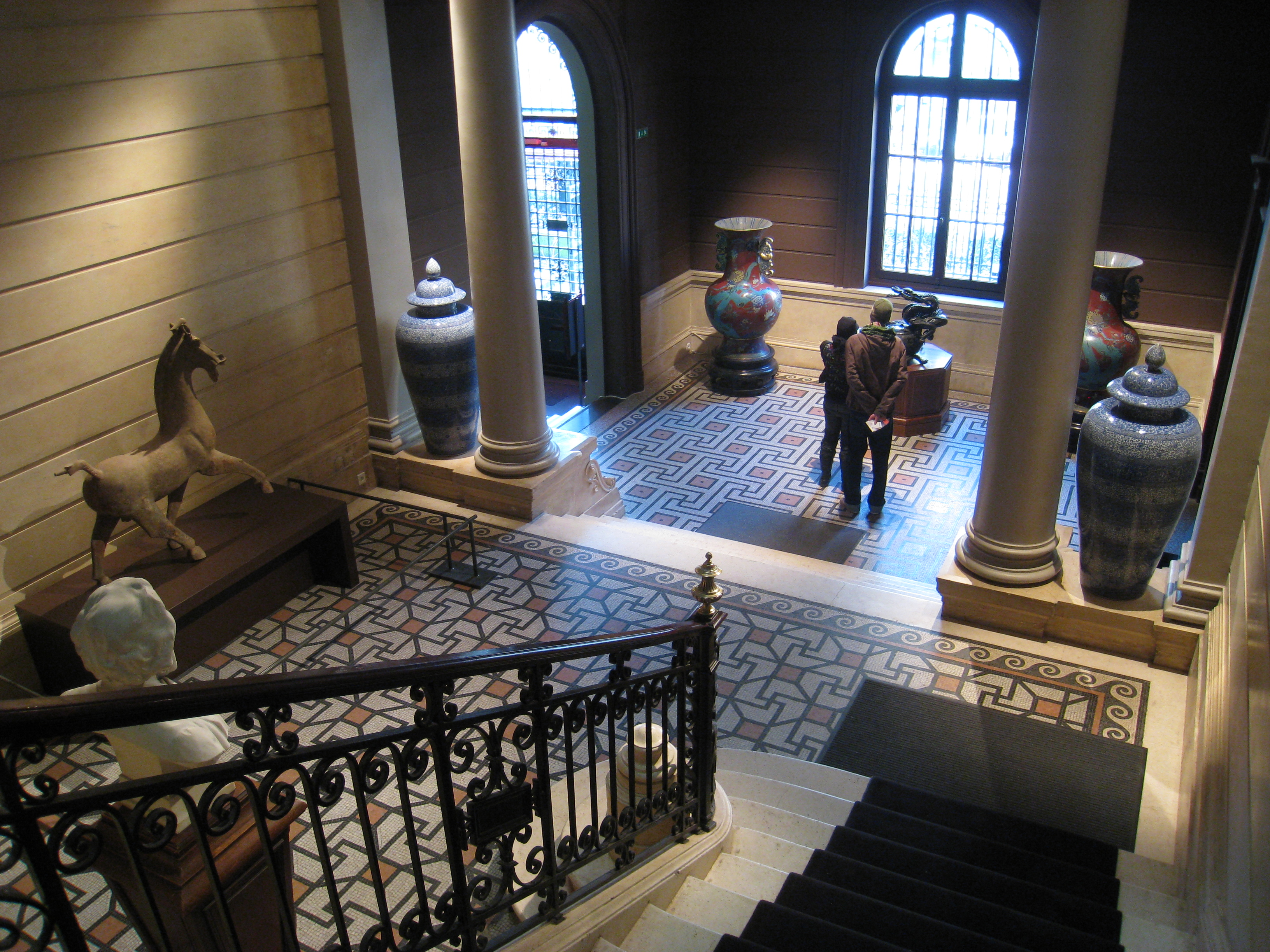
チェルヌスキ美術館（イタリア語版）の内部
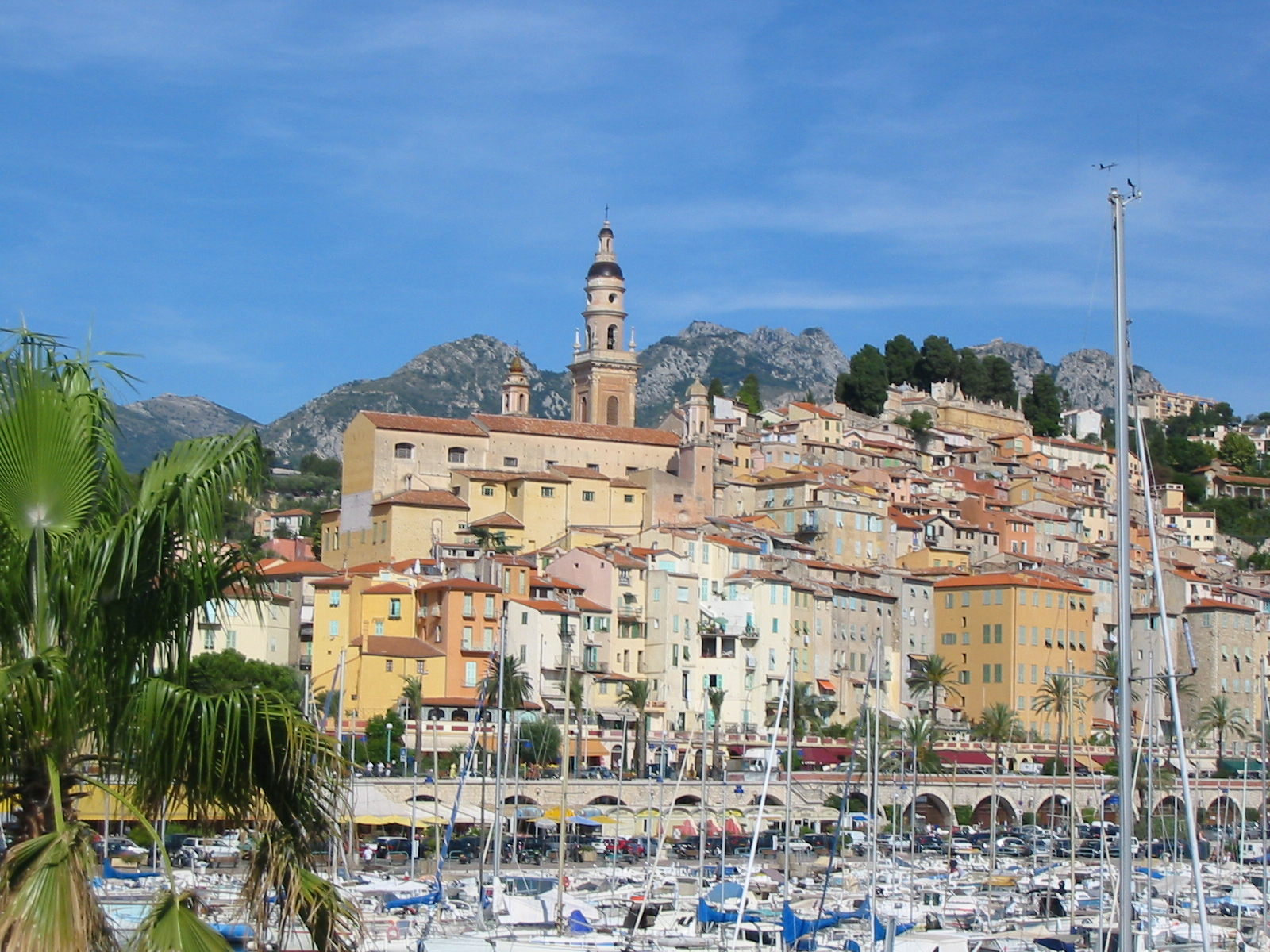
チェルヌスキが亡くなったマントンは、イタリア風の町並みや文化が残る